# Modelica
Modelica est un langage de modélisation orienté objet destiné à la modélisation pratique de systèmes complexes ; par exemple, des systèmes comportant des composantes mécaniques, électriques, hydrauliques ou thermiques. Son usage se rapproche des langages VHDL-AMS et Verilog-A (tous deux issus de l'industrie électronique) dans le sens où il décrit un système sous la forme d'un ensemble d'équations. Le simulateur associé a pour tâche de résoudre le système d'équations à chaque pas temporel.
Ce langage a une vocation plus généraliste que ses concurrents et bénéficie des avantages de son orientation objet (héritage des caractéristiques d'un modèle par un autre, typage flexible). En revanche, son usage reste pour l'instant assez limité en électronique, domaine de prédilection de VHDL-AMS ou de Verilog-A.
Le langage, les bibliothèques et certains outils de simulation de Modelica sont libres, prêts à l'emploi et sont issus d'une demande industrielle. Le développement et la promotion de Modelica sont organisés par l'association à but non lucratif Modelica Association.
Son développement a commencé en septembre 1996.

## Objectif et principes
Le but du langage est de décrire l'évolution de systèmes dynamiques. Les modèles sont décrits par des équations différentielles ordinaires — et non des équations aux dérivées partielles —, des équations algébriques et des équations discrètes.
Le langage dispose d'un environnement de simulation graphique (édition de schémas fonctionnels). Une icône représente un composant physique (résisteur, pompe…) ; pour le logiciel, c'est une équation, ou bien un ensemble de sous-composants connectés. Les connexions représentent un couplage entre les blocs (fil électrique, canalisation…).
L'interface permet d'exporter la simulation en code C.

## Applications
Modelica est mis en œuvre :
- dans des logiciels commerciaux :
  - CATIA de Dassault Systèmes, à la suite de l'intégration dans PLM du noyau Dymola (Dynasim AB, Suède, acquis par Dassault Systèmes en 2006) ;
  - Dymola[2] (Dynamic Modeling Laboratory) de Dassault Systèmes ;
  - LMS Imagine.Lab AMESim de LMS International ;
  - Simcenter Amesim de Siemens Digital industries Software
  - MapleSim de Maplesoft, Canada ;
  - Wolfram Research utilise Modelica pour plusieurs de ses produits, dont Mathematica et Wolfram SystemModeler ;
  - SimulationX de ITI GmbH, Dresde, Allemagne ;
- et dans des logiciels libres :
  - JModelica.org[3] de l'Université de Lund et Modelon AB, Suède ;
  - OpenModelica[4] de l'Université de Linköping, Suède ;
  - Modelicac pour la suite libre Scilab-Xcos/Scicos.